# Acantholimon movdarinum
Acantholimon movdarinum är en triftväxtart som beskrevs av Ahmed Ahmad Parsa. Acantholimon movdarinum ingår i släktet Acantholimon och familjen triftväxter. Inga underarter finns listade i Catalogue of Life.